# Otto von Gruber
Otto Heinrich Franz Anton Gruber, seit 1915 Ritter von Gruber (* 9. August 1884 in Salzburg, Österreich-Ungarn; † 3. Mai 1942 in Jena), war ein deutscher Geodät und Pionier der Photogrammetrie. Er war einer der Söhne des Hygienikers Max von Gruber.

## Leben und Werk
Nach dem Wehrdienst ab 1. Oktober 1905 als Einjährig-Freiwilliger beim 11. Feldartillerie-Regiment in Würzburg und dem Studium der Mathematik, Physik und Geographie in Berlin, Würzburg und München wurde er 1911 Assistent am Physikalischen Institut der Technischen Hochschule München. Erste Erfahrungen mit der Vermessung vergletscherter Gebiete sammelte er in den Ötztaler Alpen. Mit der bereits als Student begonnenen Arbeit Der Hochjochferner im Jahre 1907 promovierte er am 19. Dezember 1911 mit magna cum laude in München.
Im Ersten Weltkrieg war von Gruber zunächst am 3. August 1914 als Führer einer Munitions-Kolonne des 7. Feldartillerie-Regiments eingerückt und war dann ab dem 24. Oktober 1914 zunächst Mitarbeiter, dann Führer eines Photogrammeter-Trupps an der Westfront und in Mazedonien. 1915 wurde er Träger des Militär-Max-Joseph-Ordens und damit verbunden, in den persönlichen Adelsstand erhoben. Hauptsächlich war im Krieg mit der Auswertung von Luftaufnahmen der feindlichen Stellungen und Übertragung dieser Daten in Landkarten für die Artillerie beschäftigt, wozu seine Einheit ein von Sebastian Finsterwalder konstruiertes Entzerrungsgerät, einen sogenannten „Grundbildrichter“, verwendete. Im Sommer 1917, zurück an der Westfront, hatte Otto von Gruber beim XVII. Armee-Korps, auch bekannt als „Gruppe Oise“, die Überwachung der gegnerischen Artillerie-Batterien unter sich. Hierbei verließ er sich nicht nur auf Luftaufnahmen, sondern wertete auch die Berichte der Infanterie, der Licht- und Schallmesstrupps, der Spione und der Gefangenen aus. Da sich die Zieleinweisung der preußischen Artillerie durch kreisende Luftbeobachter als unzuverlässig erwies – die deutschen Piloten wurden von gegnerischen Jagdflugzeugen beschossen und mussten dann die Flucht ergreifen – ging von Gruber dazu über, rasch gemachte Luftaufnahmen vor und nach dem Beschuss zu verlangen. Mit Hilfe eines von Carl Pulfrich 1901 entwickelten Stereokomparators konnte er mittels des Blinkverfahrens auch bei vielen alten Granattrichtern die neuen Treffer präzise identifizieren und den Erfolg der Beschießung einordnen.
Nach Kriegsende wertete Otto von Gruber das geographische Datenmaterial der Pamir-Expedition des Deutschen und Österreichischen Alpenvereins von 1913 aus und reichte 1919 diese Arbeit mit dem Titel Topographische Ergebnisse der Pamirexpedition des Deutschen u. Österreichischen Alpenvereins 1913 als Habilitationsschrift ein. Seine Habilitationsvorlesung zum Thema "Der Stereoautograph und seine Bedeutung für Wissenschaft und Technik" hielt Otto von Gruber am 4. Februar 1920 an der Technischen Hochschule München. Anschließend hielt er dort Vorlesungen über angewandte Mathematik und Geodäsie. Da er aber keinen Lehrstuhl innehatte, musste er sein Einkommen ab Juli 1920 durch Mathematik-Unterricht am Theresien-Gymnasium aufbessern. Nachdem er schon seit 1919 als auswärtiger Mitarbeiter von Carl Zeiss und der damit verbundenen Stereographik GmbH München und als wissenschaftlicher Leiter bei dem Konsortium Luftbild GmbH – Stereographik GmbH München tätig gewesen war, ging er 1922 ganz zu Zeiss nach Jena, wo er mit der Weiterentwicklung optischer Geräte zur Photogrammetrie betraut wurde.
Im Juni 1926 wurde Otto von Gruber als Nachfolger des am 11. September 1925 verstorbenen Ernst von Hammer auf die Stelle des Direktors des Geodätischen Institutes an der Technischen Hochschule Stuttgart berufen, blieb aber weiterhin als wissenschaftlicher Mitarbeiter für Zeiss aktiv. Die Professur in Stuttgart, wo er die Photogrammetrie in den Lehrplan einführte, behielt er bis März 1930. Bereits ein Jahr zuvor hatten sich aufgrund der Doppelbelastung verstärkt gesundheitliche Probleme bemerkbar gemacht. So verkaufte er sein Haus in Stuttgart und kehrte zu Zeiss nach Jena zurück, wo er bis zu seinem Tode die wissenschaftliche Leitung der Abteilungen für geodätische Instrumente und für Bildmeßgeräte übernahm. Von Grubers Nachfolger als Direktor des Geodätischen Instituts an der Technischen Hochschule Stuttgart wurde Leo Fritz aus Hannover.
Besonders wurden seine Leistungen bei der Auswertung von Luftbildern der Arktisfahrt des Luftschiffes „Graf Zeppelin“ 1931 und der Deutschen Antarktischen Expedition 1938/39 gewürdigt. Dabei gelang ihm die Herstellung genauer Karten von diesen Luftbildern ohne vorhandene Passpunkte auf dem Boden und trotz unzureichender Genauigkeit bei der Navigation der jeweiligen Luftfahrzeuge. Er entdeckte auch aufgrund seiner Erfahrung mit Oberflächenstrukturen von Gletschern, dass zwei besonders auffällig glatte Eisflächen im Wohlthatmassiv ganzjährig gefrorene Wasserkörper waren, die er Obersee und Untersee nannte. Diese Beobachtung wurde 1969 durch eine sowjetische Antarktisexpedition vor Ort bestätigt.
Ein halbes Jahr nach der nationalsozialistischen Machtergreifung kam Otto von Gruber kurzfristig in Schwierigkeiten, da er die Stimmabgabe bei der Reichstagswahl bzw. Volksabstimmung am 12. November 1933 verweigerte. Von Gruber wurde in Jena in Polizeihaft genommen, die örtlichen Vertreter der NSDAP verlangten wegen "politischer Umtriebe" seine Entlassung. Auf Betreiben der Zeiss-Direktion kam er jedoch bald wieder auf freien Fuß und wurde auch wieder in seiner alten Position bei der Firma beschäftigt. Infolge der Aufregung blieb ihm jedoch eine Herzneurose zurück.
Schon seit 1927 hatte Otto von Gruber an Harnblutungen gelitten, was von den Ärzten zunächst auf Malaria zurückgeführt wurde. Dies war jedoch eine Fehldiagnose. Am 3. Mai 1942 starb Otto von Gruber in Jena an Blasenkrebs.

## Auszeichnungen und Ehrungen
- 1915 Militär-Max-Joseph-Orden, verbunden mit der Erhebung in den bayerischen Personaladel
- Seit 1964 vergibt die International Society for Photogrammetry and Remote Sensing alle vier Jahre den Otto von Gruber Award für herausragende Leistungen auf dem Gebiet der Photogrammetrie.[9]
- Der von ihm erstmals kartierte Teil des zentralen Wohlthatmassivs in der Antarktis trägt den Namen Otto-von-Gruber-Gebirge.
- 1964 wurde in Berlin-Spandau eine kleine Wohnstraße, die Gruberzeile, nach ihm benannt.[10][11]